# Porropis
Porropis L. Koch, 1876 è un genere di ragni appartenente alla famiglia Thomisidae.

## Distribuzione
Le sei specie note di questo genere sono diffuse prevalentemente in Australia, (Queensland), in Nuova Guinea e in Angola

## Tassonomia
La dicitura Porrhopis presente in un paio di pubblicazioni è da ritenersi un mero e ingiustificato errore.
Non sono stati esaminati esemplari di questo genere dal 1911.
A dicembre 2013, si compone di sei specie:
- Porropis callipoda Thorell, 1881 — Queensland, Nuova Guinea
- Porropis flavifrons L. Koch, 1876[2] — Queensland
- Porropis homeyeri (Karsch, 1880) — Angola
- Porropis nitidula Thorell, 1881 — Queensland
- Porropis poecila Kulczynski, 1911 — Nuova Guinea
- Porropis tristiculaThorell, 1881 — Queensland